# Алдя-Теодорович Дойна Георгіївна
Дойна Георгіївна Алдя-Теодорович (1958—1992) — відома молдовська співачка, дружина композитора, поета та пісняра Іона Алдя-Теодоровича.

## Біографія
Народилася 15 листопада 1958 року в місті Кишинів, Республіка Молдова в сім'ї інтелігенції, де батько був письменником та журналістом, а мама — вчителькою російської мови та літератури.
З дитинства Дойна мала досить напружений графік. В шість років батьки віддали доньку до музичної школи по класу фортепіано, а згодом була залучена до дублювання фільмів на «Молдова-фільм» російською мовою. З чотирнадцяти років Дойна починає займатися в ансамблі народного танцю «Молдовеняска» (рум."Moldoveneasca"), та разом з яким відвідала багато країн, серед яких СРСР, Монголія, Алжир, Німеччина, Кіпр, Югославія та навіть в столиці Куби Гавані, де колектив брав участь в молодіжному фестивалі.
1975 року Дойна вступає на навчання до Державного університету Кишинева на філологічний факультет за напрямом румунська мова та література, а також стає ведучою телепрограми «Ширше коло» разом з Юрієм Ніколаєвим.
Після здобуття вищої освіти у 1979 році починає працювати в кишинівському Педагогічному університеті ім. Іона Крянге викладачем всесвітньої історії, а згодом викладає і в Академії Музики, Театру та Образотворчих мистецтв.
1981 року Дойна вийшла заміж за Іона Алдя-Теодоровича, а 5 серпня 1982 року в них народився син — Кристофор Алдя-Теодорович. Цього ж року, разом зі своїм чоловіком, вони створюють дует та виступають в містах Молдови та Румунії .
Дойна Алдя-Теодорович та її чоловік Іон Алдя-Теодорович загинули в автокатастрофі 30 жовтня 1992 року в Румунії, за 49 км від Бухаресту. Звістка про смерть народних улюбленців стала національною трагедією для Молдови. Поховано артистів на Центральному цвинтарі Кишинева.

## Нагороди та відзнаки
1992 рік — заслужена артистка Республіки Молдова;
1993 рік — Орден Республіки (посмертно)
В Молдові випущено пам'ятну монету на честь талановитого подружжя: в центрі вигравіювано зображення Дойни та Іона Алдя-Теодоровичів, а навколо — зроблено напис «DOINA ŞI ION ALDEA-TEODOROVICI DOUĂ INIMI GEMENE».
Син Кристофор Адля-Теодорович, в пам'ять про батьків, започаткував проведення міжнародного фестивалю «Două inimi gemene» /«Два серця-близнюки», що з 2010 року проводиться за підтримки кишинівської мерії.

## Використані джерела
- https://point.md/ru/novosti/obschestvo/svoimi-pesnyami-dojna-i-ion-aldya-teodorovich-trogali-dushi-desyatkov-tisyach-lyudej [Архівовано 21 квітня 2016 у Wayback Machine.]
- http://www.trm.md/ru/moldova1/ei-au-facut-istorie-cuplul-doina-si-ion-aldea-teodorovici/